# Achille Guenée
Achille Guenée (a veces M. A. Guenée;  Chartres, 1 de enero de 1809–Châteaudun, 30 de diciembre de 1880) fue un abogado y entomólogo francés.

## Biografía
Achille Guenée fue educado en Chartres, donde mostró un interés por las mariposas y fue animado y enseñado por François de Villiers (1790-1847). Realizó estudios de derecho en París, luego entró en la "Bareau". Después de la muerte de su único hijo, vivió en la ciudad de Châteaudun, en Chatelliers. Durante la Guerra franco-prusiana de 1870, Châteaudun fue incendiada por los prusianos, pero las colecciones de Guenée se mantuvieron intactas.
Fue el autor de 63 publicaciones, algunas de ellas en colaboración con Philogène Auguste Joseph Duponchel (1774-1846). Escribió Species des nocturnes (Especies Nocturnas) en seis volúmenes publicados entre 1852-1857 que forman partes de las Suites à Buffon. Este trabajo de casi 1.300 páginas trata sobre las especies Noctuidae del mundo. También fue coautor con Jean Baptiste Boisduval, de la Histoire naturelle des Insectes. Especies général des Lépidoptères (v. 5-10, 1836-57).
Fue también miembro fundador en 1832 de la Société Entomologique de France, (1832) y de la que fue presidente en 1848 y miembro honorario en el año 1874. Fue uno de los primeros en describir la especie Cadra calidella.